# Mikławš Kral
Mikławš Kral (deutsch Nikolaus Krahl; * 30. Juni 1791 in Temritz bei Budissin, Oberlausitz; † 1812 oder später) war ein sorbischer Volksmusikant. In seinem Nachlass fand sich das Kralsche Geigenspielbuch, ein wertvolles Dokument zur sorbischen Volksliedkultur in der Oberlausitz.

## Leben
Mikławš Kral besuchte die Volksschule in Bautzen und erlernte das Spiel auf der sorbischen Geige und anderen Instrumenten. Er spielte zu Hochzeiten und anderen Festen auf.
1812 zog er als Angehöriger der königlich-sächsischen Leibtrabanten mit dem Heer Napoleons nach Osten. Seitdem gibt es keine Informationen mehr über ihn.
In seinem Nachlass fand sich eine Handschrift von etwa 1780/90 mit 182 meist sorbischen Liedern und Melodien, die als Kralowy huslerski spěwnik (Krahlsches Geigenspielbuch) bezeichnet wurde und von Michał Hórnik in die Bibliothek der Maćica Serbska aufgenommen wurde. Das Buch war nicht von Kral selbst verfasst worden, sondern stammte vermutlich aus Kreisen der sorbischen bürgerlichen Intelligenz in Bautzen.